# Dirk (Segeln)

Dirk (5)

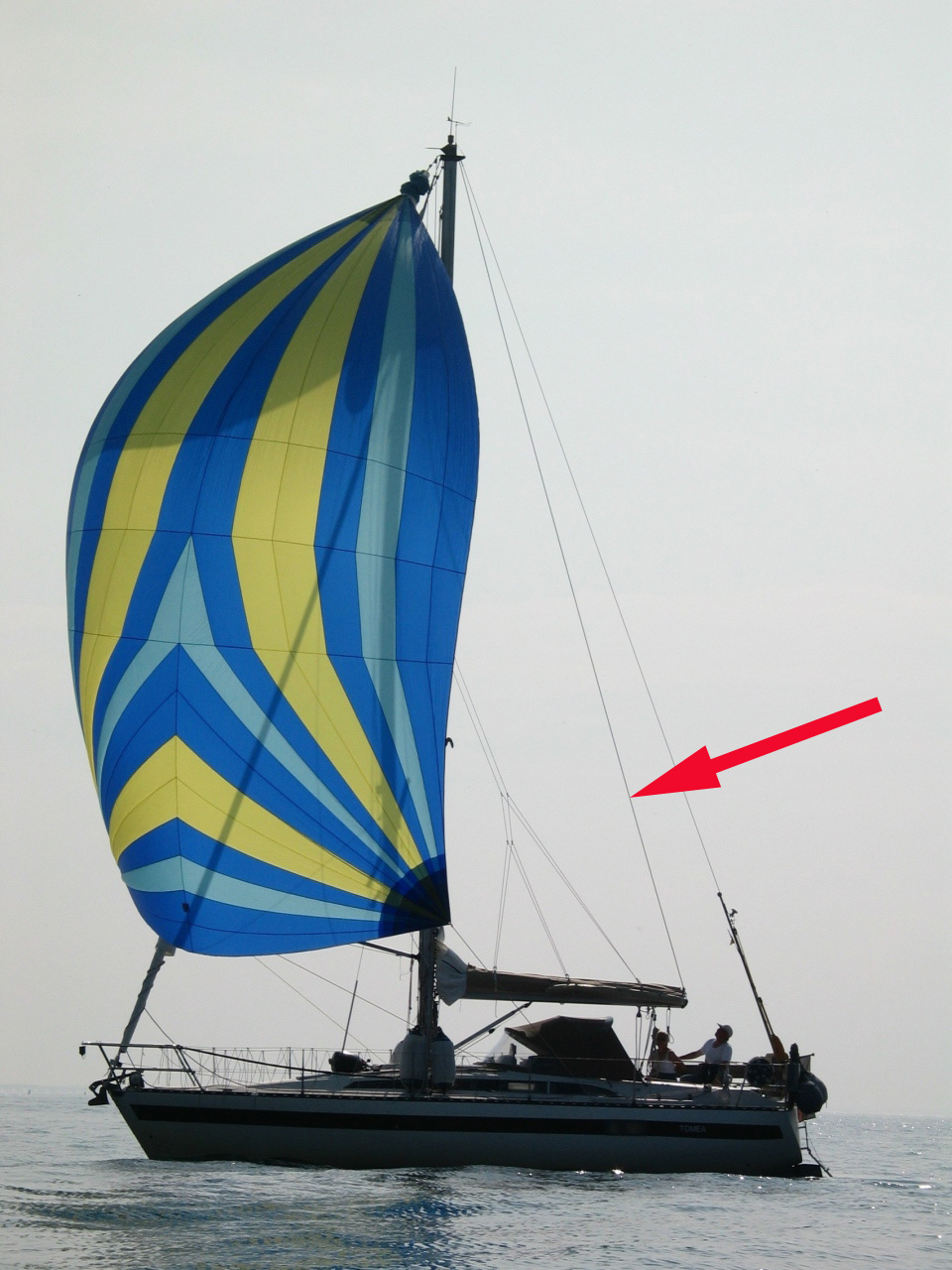
Hochtakelung: Die Dirk hält den Großbaum bei geborgenem Großsegel

Die Dirk ist ein Tau, das zum Laufenden Gut von Segelbooten und Segelschiffen gehört.
Der Begriff leitet sich wohl, ebenso wie die englische Bezeichnung Derrick, von dem flämischen Ausdruck Dierick für Fall her.

## Verwendung bei Hochtakelung
Bei modernen Segelbooten oder Segelyachten mit Hochtakelung ist die Dirk am Ende des Baums, der Baumnock, befestigt und verläuft über die Spitze des Mastes, den Masttopp, zurück an Deck. Beim Segeln wird der Baum durch das Segel gehalten und die Dirk ist lose. Um zu vermeiden, dass der Baum beim Bergen des Segels an Deck fällt, wird die Baumnock vor dem Bergen angedirkt, also der Baum durch Anholen der Dirk etwas angehoben und die Dirk belegt.
Die Dirk kann auch zum Segeltrimm verwendet werden. Auf einem Vor-Wind-Kurs wird durch das Anholen der Dirk eine größere Wölbung im Segel und damit unter Umständen mehr Vortrieb erreicht.
Kleinere Jollen verfügen oft über keine Dirk; der Baum wird einfach aus dem Lümmelbeschlag genommen. Manchmal übernimmt eine Baumstütze das Abstützen des Baums bei geborgenem Segel, oder das Großfall wird als Dirk benutzt. Größere Schiffe können auch über zwei Dirken pro Baum verfügen.
Eine Sonderform einer Dirk wird im Sprachgebrauch des modernen Sportbootsegelns als Toppnant bezeichnet. Dabei handelt es sich um ein Tau, das den Spinnakerbaum nach oben hält.

## Verwendung auf historischen Schiffen
Auf historischen Segelschiffen oder Segelbooten ist die Dirk ein Tau, das bei Gaffel, Spriet, Lateinerrute (bei den zuvor genannten auch Piekfall genannt), und ähnlichen Spieren, sowie als Baumdirk oder Baumtopnannte den Baum, an der Nock der entsprechenden Spiere ansetzt und als deren Fall dient.

## Zitat
„Während einer Flaute in der Nacht ist bei schwerem Seegang die Mastbaumdirk gerissen, und die Talje hat sich gelöst. Die Dirk war aus Draht und peitschte wie eine Schlange herum. Die ganze Wache hat versucht, sie zu packen. Ich bin losgerannt und kriegte ein Ding verpasst.“